# Takahiro Sunada
Takahiro Sunada (砂田貴裕, Sunada Takahiro), född 19 januari 1973, är en japansk ultramaraton-löpare och maraton-löpare. Han innehar världsrekordet i ultramaraton-distansen 100 km, med tiden 6:13:33 (Japan, 21 juni 1998).
Sunadas personliga rekord i marathon är 2:10:08 (Berlin, Tyskland, 10 september 2000), då han slutade på en fjärde plats.